# Tomas Jonsson
Alf Tomas Jonsson (født 12. april 1960 i Falun, Sverige) er en svensk tidligere ishockeyspiller, og olympisk guldvinder med Sveriges landshold.
På klubplan spillede Jonsson i den hjemlige liga hos henholdsvis Modo og Leksand. Han tilbragte også otte sæsoner i den nordamerikanske NHL-liga, hvor han repræsenterede henholdsvis New York Islanders og Montreal Canadiens. Med Islanders var han to gange, i 1982 og 1983, med til at vinde Stanley Cup-titlen.
Med det svenske landshold vandt Jonsson guld ved OL 1994 i Lillehammer og bronze ved OL 1980 i Lake Placid. Derudover blev det til guld ved VM 1991 i Finland.

## OL-medaljer
- 1994:  Guld
- 1980:  Bronze

## VM-medaljer
- 1991:  Guld
- 1981:  Sølv
- 1986:  Sølv
- 1990:  Sølv
- 1995:  Sølv
- 1979:  Bronze